# نظرة على الأديان
نظرة على الأديان (بالإنجليزية: A View of Religions)‏ هو كتاب يمثل تقريرًا شاملًا حول أديان العالم، كُتب في القرن الثامن عشر بقلم الكاتبة الأمريكية هانا آدمز. نُشر للمرة الأولى في بوسطن، ماساشوستس عام 1784، وكان عملًا رائدًا لأنه صوّر الطوائف وفقًا لمنظور أنصارها، دون أن تفرض آدمز ميولها فيه. قُسم الكتاب إلى أقسام، وصدرت منه عدة طبعات تضمنت تغييرات طفيفة في العنوان، وأُعيدت طباعته في إنجلترا. كان كتاب «نظرة على الأديان» عمل آدمز الأدبي الأول والرئيس، وجاء نتيجة لاستيائها من تحيّز معظم الكتاب من مختلف الفرق والطوائف. وبدأت تفكر في موضوع الكتاب بعد أن قرأت مخطوطًا لكتاب توماس بروتون المعنون بـ«قاموس الأديان التاريخي من خلق العالم إلى الزمن الحاضر» (1742).

## نشأتها
حتى عمر العشرين، كانت قراءة آدمز تقتصر على الأعمال الخيالية والعاطفية، إذ لم تتجه يومًا إلى الأعمال ذات الطبيعة المثيرة للجدل، ولا تلك التي تدرس النقاط الخلافية بين الفرق المختلفة. غير أن فضولها تحرك بسبب مخطوط صغير من قاموس بروتون، يروي فيه عن بعض أكثر الطوائف الدينية انتشارًا، ومنذ ذلك الحين بدأت تقرأ كل ما طالته يدها عن الموضوع. وببلوغها عامها الثلاثين تقريبًا، ضاقت ذرعًا بتزمت الكتّاب وقلة نزاهتهم، وقررت أن تضع كتابًا تكتب فيه عما بدت لها الحقيقة، ولم تكن تضع النشر في حسبانها لدى إقدامها على إنجاز الكتاب. أخذ العمل يكبر وينمو بين يديها وبات معروفًا وسط أصدقائها، وشُجعت على نشره نظرًا إلى حاجتها إلى المال، بيد أن الصعوبة كانت تكمن في العثور على مطبعة تقبل به دون الدفع مباشرة. حصلت آدمز على 395 مشترِكًا على قائمة انتظار صدور الكتاب من بينهم 28 امرأة، وكان من هؤلاء المشتركين: الكاهن ناثانييل إيمونز من فرانكلين، ماساتشوستس (6 نسخ)، والكاهن تشارلز تشونسي الحائز على دكتوراه في اللاهوت من بوسطن، ود. جيمس مانينغ، رئيس كلية رود آيلاند، وإدموند كوينسي المحترم، والمبجل أوليفر ويندل، وناثانييل أبلتون المحترم، وصامويل آدمز، وجميعهم من بوسطن. وكانت الدراسة الشاقة والتفكير الدقيق من الصعوبة بما جعلها تتعرض قبل أن تنهي العمل على الكتاب إلى نوبة توعّك حاد، الأمر الذي هدد بتعطيلها والتشويش عليها.

## طبعة 1784
بعد إبرام صفقة مع المطبعة، ظهر الكتاب في عام 1784، وكانت مقولته الرئيسية «اختبر كل شيء، وتشبث بما هو جيد». تقول الكاتبة في مقدمة الكتاب إنها تعتزم «تلافي الميل إلى إحدى الطوائف على حساب غيرها ولو بأقل مقدار، وتقديم بعض المناقشات حول الفِرق الرئيسية على لسان كتّابها بقدر الإمكان، والسعي إلى تخصيص مساحة لكل فرقة، والحرص الشديد على الخوض في روح كل كاتب».
وتتجلى حالة الرأي العام في ما رأى توماس برينتيس، قس الكنيسة الأبرشانية في ميدفيلد، ماساشوستس أنه مجبر على قوله ضمن تمهيد الكتاب: «لقد درج العالم بسخف على ألا يقيم وزنًا ذا بال لقدرات النساء، وأن يربط نتاجاتهنّ الجريئة ببراعةِ الرجال الماكرين ودهائهم السياسي، إما بهدف إثارة إعجابهن أو حجب ضعفهن عن العين الناقدة المستهجِنة. في حين ينبغي بالمنطق غير المتحيز الإقرار أنه إذا كان إجراء مقارنة مجحفة بين الجنسين أمرًا قابلًا للتبرير بأي شكل، فمن غير الممكن إقامة هذه المقارنة على أساس خلل في القدرة الطبيعية، بل الصحيح أن تقوم على أساس نمط التعليم المختلف –وربما المنقوص- الذي تتلقاه المرأة. ففي بيئة مماثلة ومزايا مساوية، لا يمكن الجزم أن عقل الأنثى لن يُظهر مقدارًا من التطور يتكفل على الأقل بمضاهاة المجد الذي يتبجح به الذكر، هذا إن لم يطغ عليه في حالات كثيرة».
كان والدها يعيش مع بقية أبنائه برفقة ابن متزوج حُولت إليه ملكية المنزل والعقار. وإذ لم تشأ هانا الزيادة على عبء تكاليف أخيها العائلية المتزايدة، رأت في تلك أكثرَ فترات حياتها مشقة، وقالت عنها «كانت المعيشة معاناة». ولكن على الرغم من صحتها العليلة واعتمادها على نفسها وكونها وحيدة إلى حد بعيد في العالم، وجدت آدمز في العمل علاجها الوحيد، فبدأت تحضّر الملحقات للطبعة الثانية من كتابها. وبعد إتمامها المهمة، تقدمت إلى بعض المطابع للاستعلام عن شروط النشر، وقالت عن ذلك: «رغم أنني كتبت الرسالة نفسها تقريبًا للجميع، مؤلفة من بضعة أسئلة مباشرة، فقد جاءت الأجوبة متنوعة ومسهبة وملتبسة بشكل عام». ثم قبلت في نهاية المطاف عرضًا قيمته مئة دولار من الكتب مقابل طبعة من ألف نسخة. وعندما ذهبت إلى بوسطن لتتابع الموضوع، عرّفها أحد أصدقائها على الكاهن جيمس فريمان، الذي كان قد رُسِّم مؤخرًا قسًا لكنيسة كينغ الصغيرة. أبدى الكاهن اهتمامه وتولى الصفقة مع صاحب المطبعة، جون ويست فولسوم، وساعدها في إضافة بعض المشتركين الجدد إلى قائمة الانتظار. وبقيت آدمز ممتنة على هذه المساعدة الكريمة التي أتتها في وقت الحاجة حتى نهاية حياتها.

## طبعة 1791
في عام 1791، ظهرت الطبعة الثانية من كتابها الذي نشرته للمرة الأولى قبل سبع سنوات، وحملت عنوان «نظرة على الأديان». توسع الكتاب إلى 410 صفحات، وعالج الجزء الأول نحو 300 طائفة دينية مختلفة ظهرت منذ بداية الحقبة المسيحية، فيما تناول الجزء الثاني عبادة اللاما الكبير والمحمديين واليهود والربوبيين والشكوكيين، وتبع ذلك مراجعة قصيرة لأديان شعوب العالم المأهول. شابت العملَ محاكمة تمييزية أمكن ملاحظتها. وأهديت هذه الطبعة الثانية إلى جون آدمز، نائب رئيس الولايات المتحدة آنذاك، وهو اسم قالت هانا عنه إنه «يستدعي تبجيل المواطنين وامتنانهم، وإعجاب الدول الأجنبية وتقديرها».
ومن بين أسماء المشتركين الأربعمئة التي تضمنتها قائمة انتظار هذه الطبعة الثانية، والتي ضمت بينها 82 رجل دين و16 امرأة، تصدّر القائمة جون آدمز بثلاث نسخ، وتلاه صامويل آدمز، نائب حاكم ولاية ماساشوستس. وكان من بين الأسماء الجديدة جون هانكوك من بوسطن، وجوزيف ويلارد الحائز على دكتوراه في اللاهوت، رئيس كلية هارفارد، والكاهن المبجل جون كارول الحائز على دكتوراه في اللاهوت، أسقف الروم الكاثوليك في بالتيمور، ميريلاند، والمبجل ويليام برادفورد، حاكم رود آيلاند، والكاهن هنري وير من هينغهام، وكريستوفر غور المحترم من بوسطن، وهاريسون غراي أوتيس من بوسطن، والكاهن أدونيرام جادسون سنيور من مالدن، والمبجل بنجامين غرينليف من نيوبيريبورت، وكثيرين غيرهم. أخذ السيد موزس براون من بروفيدنس 15 نسخة، وأخذ سبعة من المشتركين ست نسخ لكل منهم.
مدحت أسماء مرموقة مثل هذه مقدرة آدمز الأدبية، واعتُبر الكتاب أفضل ما كُتب من نوعه، وربما الأول. وتمكنت آدمز بالاعتماد على أرباحه من دفع الديون التي راكمها مرض أختها، واستثمار مبلغ صغير بالفائدة. وقدم والدها، الذي كان يدعوه سكان البلدة بـ«آدمز ذي الكتب» عونًا كبيرًا في مبيع الكتاب، إذ تنقل من مكان إلى آخر على صهوة حصانه وحقائب السرج مملوءة بالكتب -وفي يده جزء يقرؤه في معظم الأوقات- ليبيع النسخ أو يوزعها. وكونه ذواق أدب، لم يختبر سعادة أكبر من تلك التي كان يشعر بها لدى زياراته المتكررة إلى مكتبة كلية هارفارد. وعند دخوله ذات مرة، رفع كلتا يديه وهتف ببالغ الجدية: «أفضل أن أكون أمينًا في مكتبة كلية هارفارد على أن أكون إمبراطور كامل الأراضي الروسية!». ربما لو قُيض لتوماس آدمز أن يتبع رغباته الأولى كان ليصبح أمينًا في مكتبة كلية هارفارد، بيد أن الظروف أجبرته على دخول عالم التجارة، حيث لاقى فشلًا ذريعًا.
بعد نشرها للطبعة الثانية من كتابها، زاولت آدمز التعليم المدرسي.

## طبعة 1804
عقب انقضاء عامين على نشر كتاب آدمز المعنون «تاريخ نيو إنجلاند من الاستيطان الأول في بليموث إلى قبول الدستور الفيدرالي»، نُشرت الطبعة الجديدة الموسعة من كتابها الأول تحت عنوان كامل هو «نظرة على الأديان، في جزأين: يضم الجزء الأول تلخيصًا أبجديًا للطوائف الدينية المتنوعة، التي ظهرت في العالم منذ بداية الحقبة المسيحية حتى يومنا الحاضر. ويضم الجزء الثاني تقريرًا موجزًا عن الأنظمة الدينية المختلفة التي تعتنقها البشرية اليوم»، وأُهديت كما سبق إلى جون آدمز. بمساعدة الكاهن جيمس فريمان الكريمة المستمرة، أبرِمت صفقة مع المطبعة بحيث تتقاضى آدمز خمسمئة دولار على دفعات سنوية، تغطي فترة محددة، مقابل طبعة من ألفي نسخة. وفي عام 1804 ظهر كتابها الذي يبلغ نحو 400 صفحة بعنوان «صحة الديانة المسيحية وامتيازها»، وكشف اختيارها للكتّاب والاقتباسات من أعمالهم عن محاكمة جيدة واطلاع واسع على عموم الآداب. ولأنها لم تكن قادرة على شراء أو استعارة جميع الكتب التي احتاجتها في مجهودها هذا، قضت بعض الوقت في بوسطن، من أجل زيارة متاجر باعة الكتب، وفي هذه الأماكن كُتب معظم العمل إلى جانب ملحقات الطبعة الثالثة من كتابها الأول.
وقدمت آدمز هذا العمل، بقائمة انتظاره الحاوية على أربعمئة مشترك، إلى المطبعة مقابل مئة دولار من الكتب.

## طبعة 1805
نشرت طبعة أخرى من الكتاب في عام 1805 تحت عنوان «نظرة على الأديان، في ثلاثة أجزاء: يضم الجزء الأول تلخيصًا أبجديًا للطوائف المسيحية. ويضم الجزء الثاني تقريرًا موجزًا عن الوثنية والمحمدية واليهودية والربوبية. ويضم الجزء الثالث نظرة على أديان أمم العالم المختلفة، بقلم هانا آدمز، وهي طبعة جديدة منقحة ومزيدة، تسبقها مقالة عن الحقيقة بقلم أندرو فولر»، وجاء تعليق من «غريفثس أند غريفثس» ورد فيه: «يبدو القاموس مصنفًا بإنصاف بالغ، وهو يحتوي على مقال طويل عن الصاحبيين أو الكويكرز أفرِد له اهتمام خاص. بالنسبة إلى من يجد في نفسه توقًا إلى الاطلاع على تعاليم هذه الكنيسة، فالتفاصيل الواردة هنا ستكون مثيرة للاهتمام، وخاصة أنها أورِدت بهدف تدارك الصورة التي قدمها السيد إيفانز في كتابه المعنون مسودة عن الطوائف، عن التشابه بين مبادئهم ومبادئ العقيدة التجديدية السوسنية. واقتُبس استنتاج باركلي بهدف إثبات أن الكويكرز، رغم اعترافهم بالسلطة الإلهية للنصوص المقدسة، لا يعتبرونها (الأرضية الرئيسية للحقيقة، ولا القانون الرئيسي للعقيدة، وما هي إلا قانون ثانوي، أدنى من الروح). في الجزأين الثاني والثالث من هذا العمل، سيصادف القارئ تقارير مسلية ومثيرة للفضول حول الأديان المختلفة التي تسود في جهات العالم وأقسامه العديدة، وتخلص هذه التقارير إلى استنتاج أن امتداد الديانة المسيحية مقارنةً بالأجزاء التي تطغى فيها الوثنية أو المحمدية تمثل نسبة خمسة إلى خمسة وعشرين».